# سنإبل (القفر)

تعديل مصدري - تعديل

سنآبل محلة تابعة لقرية حقنة، التابعة لعزلة الكرابة بمديرية القفر إحدى مديريات محافظة إب في الجمهورية اليمنية.، بلغ تعداد سكانها 46 حسب تعداد اليمن لعام 2004.